# La Portella
La Portella är en kommun i Spanien.   Den ligger i provinsen Província de Lleida och regionen Katalonien, i den östra delen av landet, 400 km öster om huvudstaden Madrid. Antalet invånare är 772. Arean är 12,3 kvadratkilometer. La Portella gränsar till Alguaire, Albesa, Corbins och Vilanova de Segrià. 
Terrängen i La Portella är platt.